# Xbox 360
Xbox 360 (транскр.  Ексбокс 360) je igračka konzola koju je proizveo Majkrosoft u saradnji sa IBM-om, ATI-jem i SiS-om. Xbox 360 ima podršku za servis „Xbox uživo“ (engl. Xbox Live) na kojem vlasnici konzole mogu igrati u višeigračkim igrama sa drugim igračima, preuzimati arkadne igre i demo igre kao i trejlere igara, pratiti TV program, muziku i filmove. Xbox 360 je uspešnije prodavan od svog prethodnika Xboxa. Spada u sedmu generaciju igračkih konzola zajedno sa Sonijevom konzolom PlayStation 3 i Nintendovim Wii-jem.

## Xbox kinekt
Dana 10. novembra 2010. je u Evropi izašao kinekt za Xbox 360, koji prati vaše pokrete. Nekoliko igara koristi samo kinekt kao kontroler (Kinect Adventures, Kinect Sports, ...), a još neke podržavaju kinekt (Child of Eden, Forza Motorsport 4, ...). Slogan kinekta je „Vi ste kontroler“. Kinekt je takođe imao uspeh u SAD-u, kao i u Evropi. Najpopularnija Kinekt igrica je igrica pod nazivom “Kinect Sports“. Ona je bila Majkrosoftova kopija igre za Nintendo Wii “Wii Sports“.

## Spoljašnje veze
- Zvanični veb-sajt